# Türkisierung geographischer Namen in der Türkei
|  | Dieser Artikel wurde aufgrund von inhaltlichen Mängeln auf der Qualitätssicherungsseite des Projektes Türkei eingetragen. Hilf mit, die Qualität dieses Artikels auf ein akzeptables Niveau zu bringen, und beteilige dich an der Diskussion! |

Die Änderung der geographischen Namen in der Türkei ist das Ergebnis der demographischen und politischen Umwälzungen im späten Osmanischen Reich sowie in der darauffolgenden Republik Türkei. Dabei wurde die Politik verfolgt, nicht-türkische geographische und topographische Namen durch türkische Namen zu ersetzen. Dies beruht im Wesentlichen auf dem türkischen Nationalismus, der ab Ende des 19. Jahrhunderts darauf abzielte, eine vorwiegend durch religiöse Loyalitäten bestimmte Gemeinschaft in eine Nation nach den Prinzipien des Laizismus und Nationalismus umzuwandeln, die im Kemalismus bestimmend wurden. Oftmals sollten auch ethnische und religiöse Bezüge getilgt werden. Dies war ein Teil der Türkisierungspolitik, die auf mehreren Bereichen ausgeweitet wurde. Die ersetzten Namen waren oft diejenigen armenischer, griechischer, kurdischer, aramäischer und arabischer Ortsnamen.
Zahlreiche türkische Namen stammen aus der Zeit vor dem Beginn des Nationalismus. Seit dem Beginn der türkischen Besiedelung Anatoliens und des Balkan wurden die überkommenen Namen der türkischen Sprache angepasst bzw. auch eigene Namen kreiert. Beispiele dafür sind İstanbul, İzmir, Bursa, Konya oder Edirne. Sodann ist es nicht selten so, dass Orte verlassen oder nach einer Zerstörung nicht wieder aufgebaut wurden, bis dann später eine Neubesiedelung unter neuem Namen erfolgte. Auch Umbenennungen in älterer Zeit, wie die zu Ala'iyye (das heutige Alanya, nach dem Eroberer, dem Seldschukensultan Alaeddin Keykubad) sind nicht Ausdruck einer Türkisierungspolitik. Ferner hatten in der heutigen Ost- und Südosttürkei viele und gerade die größeren Orte überkommene Namen, die in der muslimischen Welt gebräuchlich waren und von den Namen abwichen, die von den lokalen christlichen Minderheiten gebraucht wurden.

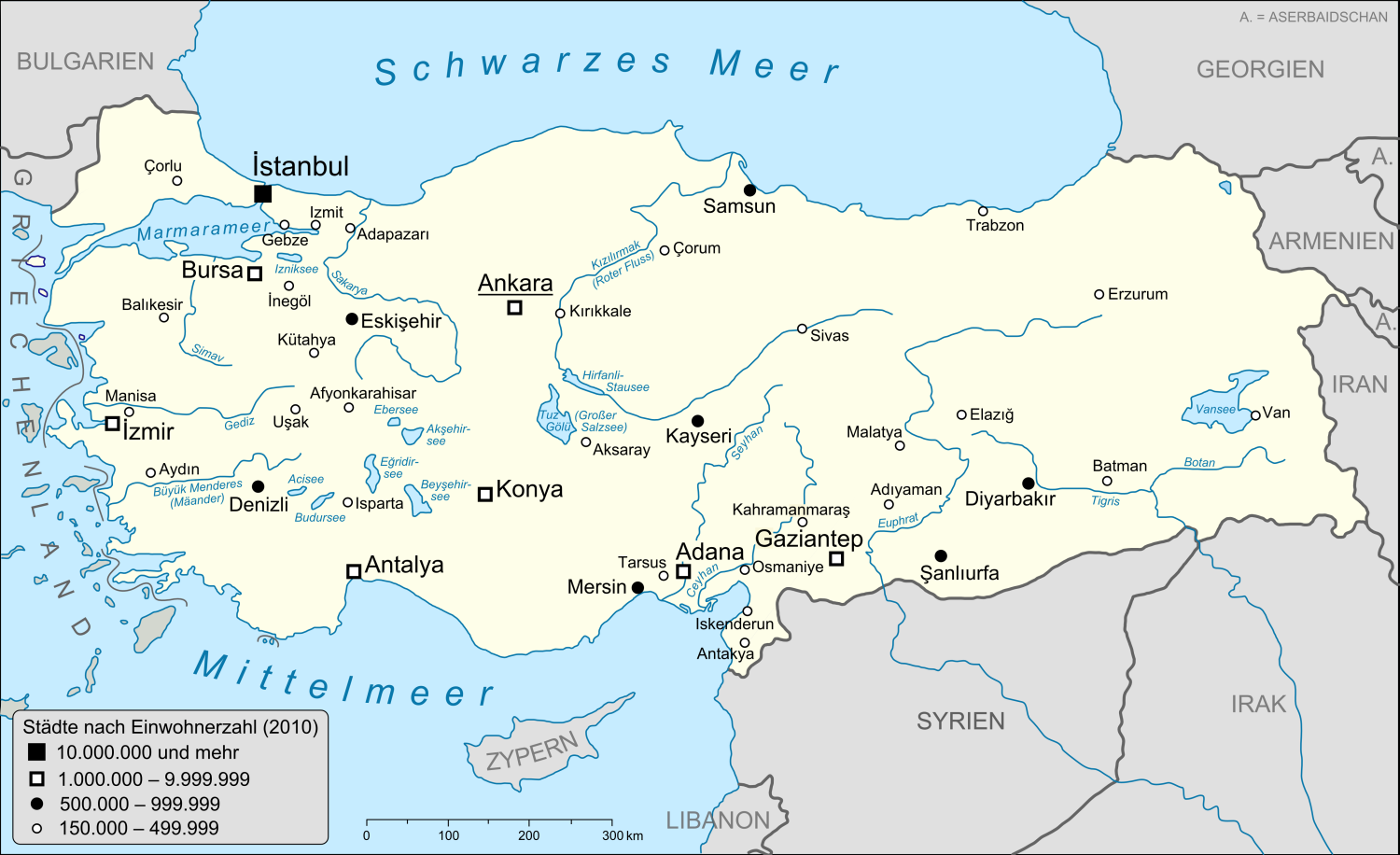
Karte der heutigen Türkei

## Geschichte

### Osmanisches Reich
Nachdem im Jahre 1913 das Komitee für Einheit und Fortschritt die Herrschaft der osmanischen Regierung durch einen Staatsstreich übernommen hatte, kam mit ihr eine nationalistische politische Strömung an die Macht.
In derselben Zeitspanne wurde die ethnische Säuberungspolitik gegen die eigene nicht-muslimische Bevölkerung gestartet. Dies führte zum Völkermord an den Armeniern, dem Völkermord an den syrischen Christen und zu den Verfolgungen von Griechen. Auf dem Höhepunkt des Ersten Weltkriegs verkündete Kriegsminister Enver Pascha am 6. Januar 1916 ein Ferman:

„Es wurde beschlossen, dass die Namen der Vilayets, Sandschaks, Kleinstädte, Dörfer, Berge und Flüsse ins Türkische umbenannt werden, welche Namen aus den Sprachen der nicht-muslimischen Völker wie diejenigen der Armenier, Griechen oder Bulgaren tragen.“

Kurdische und arabische Ortsnamen sollten nicht verändert werden. Mit dem Zusammenbruch des Osmanischen Reichs scheiterte diese Politik.

### Türkei
In den ersten Jahren der Republik gab es nur regional begrenzte Türkisierungen von Ortsnamen. 1925 wurden Orte mit georgischen Namen der Region Artvin und 1938 die Ortsnamen in Hatay umbenannt. Diese Umbenennungen sind im Zusammenhang mit Gebietsgewinnen der Türkei im Vertrag von Kars 1921 und dem Übergang des Sandschak Alexandrette aus dem französischen Mandatsgebiet Syrien über die Zwischenstufe der Republik Hatay vom 7. September 1938 bis 29. Juni 1939 an die Türkei zu sehen, innerhalb derer das Gebiet die Provinz Hatay bildet.
Die Journalistin und Schriftstellerin Ayşe Hür bemerkte, dass nach Atatürks Tod und während der demokratischen Periode der türkischen Republik in den späten 1940er und 1950er Jahren all jene Namen verändert wurden, die „hässlich, erniedrigend, beleidigend oder spöttisch“ wirkten,… selbst wenn sie türkisch waren. Ortsnamen, die lexikalische Komponenten aufwiesen, wie rot (Kızıl), Glocke (Çan), Kirche (Kilise), wurden alle geändert. Alles, was mit „separatistischen Vorstellungen“ zu bringen war und in Arabisch, Persisch, Armenisch, Kurdisch, Georgisch, Tatarisch, Tscherkessisch und Lasisch war, wurde geändert.
Die Regierung gründete schließlich im Jahre 1956 die Ad Degistirme Ihtisas Komisyonu (Sonderkommission für Namensänderungen), die Fachleute (Politiker, Generäle, Linguisten und Professoren) für die Namensänderung geographischer Orte in der Türkei berief.
Die Initiative erreichte die Umänderung 28.000 topographischer Namen, von denen 12.211 Dorf- und Städtenamen und weitere 4.000 neu benannte Gebirgs-, Fluss- und andere topographische Bezeichnungen waren.
Diese Zahl enthält außerdem die Namen von Straßen, Denkmälern, Vierteln, Nachbarschaften und anderen Siedlungseinheiten. Die Kampagne dauerte bis 1978, wurde aber 1983 wieder eingeführt. Während der Spannungen zwischen kurdischen Rebellen und der türkischen Regierung wurden in den 1980er Jahren die Namen der kleineren Siedlungen geändert, die nicht einmal Dorfstatus hatten.

### Aktuelle Situation
Obwohl die veränderten geographischen Namen offiziell anerkannt sind, sind in der gesamten Türkei oftmals ihre ursprünglichen Namen unter den Bewohnern der betroffenen Gebiete weiterhin geläufig.
2012 wurden ernsthafte Bemühungen gestartet, um die früheren Namen geographischer Begriffe wieder offiziell werden zu lassen. Im September 2012 wurden die entsprechenden Rechtsvorschriften erlassen, um die ursprünglichen Namen der (vorwiegend kurdischen) Dörfer wiederherzustellen.
Laut der Gesetzesvorlage könnte also die Provinz Tunceli wieder Dersim umbenannt werden, Güroymak wäre dann Norşin und Aydınlar würde wieder ihren ursprünglichen Namen Tilo zurückerhalten. Im November 2013 wurde Aydınlar wieder in Tillo rückbenannt.

## Provinzen im Vergleich
Die meisten geographischen Namensänderungen erfolgten in den östlichen Provinzen des Landes und an der östlichen Schwarzmeerküste, wo die meisten Minderheiten des Landes ihre historischen Siedlungsgebiete haben. Nach unabhängigen Studien schätzt Sevan Nisanyan, dass von allen geographischen Namensänderungen 4.200 griechische, 4.000 kurdische, 3.600 armenische, 750 arabische, 400 aramäische, 300 georgische und 200 lasische Herkunft haben (neben 50 weiteren). Allerdings wird nach den offiziellen Statistiken der Sonderkommission für Namensänderung (Ad Degistirme Ihtisas Komisyonu) die Gesamtzahl der umbenannten Dörfer, Städte und Siedlungen auf 12.211 geschätzt.
Die folgende Tabelle soll die Provinzen und deren Anzahl der umbenannten Dörfer oder Städte auflisten.

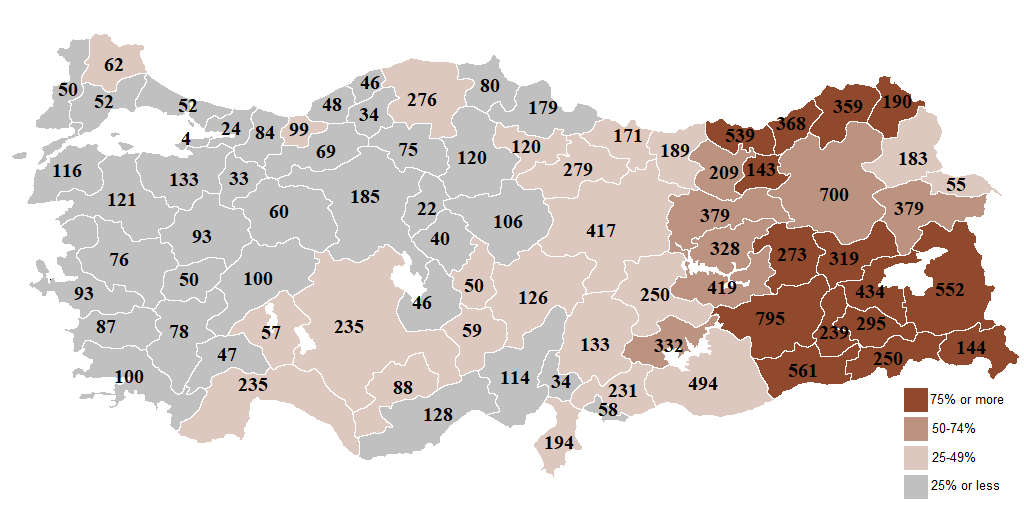
Prozentsatz der geographischen Namensveränderungen in der Türkei seit 1916

| Provinz    | Anzahl | Provinz   | Anzahl | Provinz       | Anzahl | Provinz   | Anzahl | Provinz    | Anzahl |
| ---------- | ------ | --------- | ------ | ------------- | ------ | --------- | ------ | ---------- | ------ |
| Erzurum    | 653    | Kastamonu | 295    | Giresun       | 167    | Amasya    | 99     | Denizli    | 53     |
| Mardin     | 647    | Gaziantep | 279    | Zonguldak     | 156    | Kütahya   | 93     | Burdur     | 49     |
| Diyarbakır | 555    | Tunceli   | 273    | Bursa         | 136    | Yozgat    | 90     | Niğde      | 48     |
| Van        | 415    | Bingöl    | 247    | Ordu          | 134    | Afyon     | 88     | Uşak       | 47     |
| Sivas      | 406    | Tokat     | 245    | Hakkâri       | 128    | Kayseri   | 86     | Isparta    | 46     |
| Kars       | 398    | Bitlis    | 236    | Hatay         | 117    | Manisa    | 83     | Kırşehir   | 39     |
| Siirt      | 392    | Konya     | 236    | Sakarya       | 117    | Çankırı   | 76     | Kırklareli | 35     |
| Trabzon    | 390    | Adıyaman  | 224    | Mersin        | 112    | Eskişehir | 70     | Bilecik    | 32     |
| Şanlıurfa  | 389    | Malatya   | 217    | Balıkesir     | 110    | Muğla     | 70     | Kocaeli    | 26     |
| Elazığ     | 383    | Ankara    | 193    | Kahramanmaraş | 105    | Aydın     | 69     | Nevşehir   | 24     |
| Ağrı       | 374    | Samsun    | 185    | Rize          | 105    | İzmir     | 68     | Istanbul   | 21     |
| Erzincan   | 366    | Bolu      | 182    | Çorum         | 103    | Sinop     | 59     | Edirne     | 20     |
| Gümüşhane  | 343    | Adana     | 169    | Artvin        | 101    | Çanakkale | 53     | Tekirdağ   | 19     |
| Muş        | 297    | Antalya   | 168    |               |        |           |        |            |        |

## Beispiele geographischer Namensänderungen

### Armenische Namen
Historisch wurden die Bezeichnungen armenischer geographischer Standorte zunächst unter der Herrschaft von Sultan Abdulhamit II abgeschafft. Im Jahr 1880 wurde das Wort Armenien aus der Presse, den Schulbüchern und allen staatlichen Einrichtungen verbannt und mit Worten wie Anatolien oder Kurdistan ersetzt.
Die Änderung armenischer Namen wurde vom Beginn der republikanischen Ära bis zum 21. Jahrhundert fortgesetzt. Sie umfasste die Türkisierung von Nachnamen, die Änderung der Tiernamen
und die Änderung der Namen der armenisch-historischen Figuren (als Beispiel wurde der Name der prominenten Balyan unter der Identität des oberflächlich italienisch erscheinenden Familiennamens Baliani versteckt). Dazu gehörte auch die Veränderung und Verfälschung der armenisch-historischen Ereignisse.
Die meisten geographischen Objekte mit armenischem Namen befanden sich in den östlichen Provinzen des Osmanischen Reiches. Dörfer, Siedlungen oder Städte mit dem Suffix „-kert“ („erbaut“ oder „errichtet“, z. B. Manavazkert – heute Malazgirt, Norakert, Noyakert), dem Suffix „-shen“ („Dorf“, z. B. Aratashen, Pemzashen, Norashen) und „-van“ („Stadt“, z. B. Charentsavan, Nakhichevan, Tatvan) deuten auf einen armenischen Ursprung. Während der osmanischen Geschichte siedelten sich türkische und kurdische Stämme in armenischen Gebieten an und veränderten so die ursprünglich armenischen Namen. So wurde z. B. das armenische Norashen zu Norşin. Dies fand insbesondere nach dem Völkermord an den Armeniern statt, da die armenische Bevölkerung aus der Osttürkei deportiert wurde.
Der Etymologe und Autor Sevan Nisanyan schätzt, dass 3.600 armenische Namen geographischer Objekte verändert wurden.
| Armenischer Name      | Abgeändert zu: | Hinweise |
| --------------------- | -------------- | --- |
| Govdun                | Goydun         | Aus armenisch: „Haus/Stall der Kühe“ |
| Aghtamar              | Akdamar        | Aus armenisch: abgeleitet von der armenischen Volkslegende „Aghtamar“. |
| Akn                   | Kemaliye       | Aus armenisch: „Brunnen“ |
| Manavazkert           | Malazgirt      | Aus armenisch: „Stadt des Menua“ (benannt nach dem Urartu-König Menua) |
| Vostan                | Gevaş          | Aus armenisch: „Dem König gehörend“ |
| Norashen              | Güroymak       | Aus armenisch: „Neue Stadt“. Es gibt Bemühungen, den ursprünglichen Namen wieder zum offiziellen Namen zu machen. Die kurdische Gemeinde von Güroymak ist der Überzeugung, dass der Name „Norşin“ kurdisch ist. |
| Sassoun               | Sason          | Abgeleitet von der armenischen Volkslegende „Sanasar“ |
| Çermuk                | Çermik         | Aus armenisch: „Heiße Frühlinge“ |
| Khachkar              | Kaçkar Dağı    | Aus armenisch: Chatschkar (Steinerne Kreuze für Grabsteine gebräuchlich). |
| Everek                | Develi         | Abgeleitet vom armenischen Wort Averag (Ruinen). |
| Karpert               | Harput         | Aus armenisch: „Steinerne Festung“ |
| Ani                   | Anı            | Historische Hauptstadt der armenischen Bagratiden. Türkisch: „Erinnerung“ |
| Sevaverag             | Siverek        | Aus armenisch: „Schwarze Ruinen“ |
| Chabakchur (Çapakçur) | Bingöl         | Aus armenisch: „Raue Gewässer“. Türkisch: „Tausend Seen“. Çabakçur blieb bis 1950 offizieller Name. |
| Metskert              | Mazgirt        | Aus armenisch: „Große Stadt“ |
| Pertak                | Pertek         | Aus armenisch: „Kleine Burg“ |

### Griechische Namen
Ein Großteil der griechischen Namen haben ihren Ursprung im Byzantinischen Reich und dem Reich von Trapezunt.
Mit der Gründung des Osmanischen Reiches haben viele türkische Namensänderungen weiterhin ihren griechischen Ursprüngen beinhalten können. So leitet sich der heutige Name der Stadt „İzmir“ aus dem ehemals griechischen Namen Σμύρνη „Smyrna“ ab und setzt sich aus den ersten zwei Silben des griechischen Wortes „εις Σμύρνην“ („is Smirnin“) zusammen, was so viel bedeutet wie „nach Smyrna“. Eine ähnliche Etymologie gilt auch für andere türkische Städte mit ehemals griechischen Namen, wie İznik („is Nik“, „nach Nicäa“) oder Istanbul (von der Phrase „is tan Polin“ für „in die Stadt“).
Nach dem Zypern-Krieg 1974 und der Gründung der Türkischen Republik Nordzypern wurden erneut zahlreiche geographische Namen griechischen Ursprungs verändert.
Aus Kyrenia wurde Girne, Famagusta wurde zu Gazimağusa, Kythrea zu Değirmenlik usw.
Sevan Nisanyan schätzt, dass 4.200 griechische Namen geographischer Objekte verändert wurden.
| Griechischer Name                                       | Abgeändert zu:                                                | Hinweise |
| ------------------------------------------------------- | ------------------------------------------------------------- | --- |
| Potamia                                                 | Güneysu                                                       | Aus dem Griechischen: „Feuchtgebiete“. Während einer Rede am 12. August 2009 verwendete Premierminister Recep Tayyip Erdogan für seine Heimatstadt die ursprüngliche Bezeichnung Potamia. |
| Néa Phôkaia                                             | Yenifoça                                                      | Der türkische Name geht nicht direkt auf den griechischen Namen zurück, sondern auf den mittelalterlichen italienischen Namen Foggia |
| Kalipolis                                               | Gelibolu                                                      | Aus dem Griechischen: „Schöne Stadt“. Die Stadt wurde im 5. Jahrhundert v. Chr. errichtet. |
| Makri                                                   | Fethiye                                                       | Aus dem Griechischen: „Lang“. Während des sogenannten „Bevölkerungsaustausches zwischen der Türkei und Griechenland“ wurde die griechische Bevölkerung von Makri nach Griechenland ausgesiedelt, wo sie die Stadt Nea Makri (Neu Makri) errichteten.                                                                                       |
| Kalamaki                                                | Kalkan                                                        | Bis in die frühen 1920er Jahre, war die Mehrheit der Stadtbevölkerung griechisch. Sie wurden kurz nach dem griechisch-türkischen Krieg (1919–1922) im Jahre 1923 im Rahmen des türkisch-griechischen „Bevölkerungsauschtausches“ nach Griechenland deportiert, wo sie sich in Attika niederließen und die Kleinstadt Kalamaki errichteten. |
| Neopolis                                                | Kuşadası                                                      | Während der byzantinischen Ära war die Stadt als Neopolis (Neue Stadt) bekannt und wurde unter der genuesischen Herrschaft zu Scala Nova/Scala Nuova. |
| Smyrna                                                  | Izmir                                                         | Nach dem Brand von Izmir im Jahre 1922 ließen sich Bewohner der Stadt im Südosten Athens nieder und gründeten das Viertel Nea Smyrni. |
| Konstantinoupolis                                       | Istanbul                                                      | Aus dem Griechischen: „Stadt Konstantins“. Sie wurde von Konstantin dem Großen um 330 n. Chr. zur Hauptstadt des Römischen Reiches gemacht. |
| Sinasos                                                 | Mustafapaşa                                                   | Während des türkisch-griechischen Bevölkerungsaustausches im Jahre 1924 wurde die griechische Bevölkerung nach Griechenland umgesiedelt, wo sie im Norden der Insel Euboea die Stadt Nea Sinasos errichteten. |
| Nikomedia                                               | İzmit                                                         | ehemalige Hauptstadt Bithyniens |

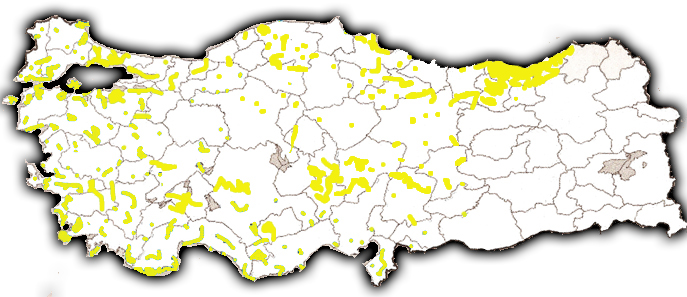
Umbenannte griechische Ortsnamen in der Türkei

| Die Prinzeninseln - Proti - Prinkipo - Antigoni - Halki | Prens Adaları - Kınalıada - Büyükada - Burgazada - Heybeliada | Während der byzantinischen Periode wurden Prinzen oder andere Herrscher auf abgelegene Inseln verbannt. Später wurden Angehörige der Sultan-Familie auf Inseln verbannt, die noch heute nach ihnen benannt sind. |

### Kurdische Namen
Die kurdischen Gebiete im Osmanischen Reich blieben aufgrund der islamischen Orientierung der Kurden von der Namensänderungspolitik unberührt. Doch während der republikanischen Ära und vor allem nach dem Dersim-Aufstand 1937/38 wurden Namensänderungen kurdischer Gebiete häufiger. Während der türkisch-republikanischen Ära wurde schließlich das Wort Kurdistan und der Begriff Kurden verboten. Die türkische Regierung hatte die Anwesenheit der Kurden statistisch durch deren Kategorisierung als Bergtürken lange Zeit geleugnet. Diese Klassifizierung wurde im Jahr 1980 zum neuen Euphemismus der sogenannten Osttürken geändert.
Zu der Namensänderung kurdischer Gebiete werden auch die Zaza mitgezählt: Denn obwohl Zaza eine Sprache sprechen, die sich deutlich vom Kurdischen unterscheidet, betrachten sich viele Sprecher des Zazaischen selbst als Kurden und werden oft als solche von internationalen Statistiken und Erhebungen charakterisiert.
Der Etymologe und Autor Sevan Nisanyan schätzt, dass die Namen 4.000 kurdischer Standorte verändert wurden.
| Kurdischer Name | Abgeändert zu: | Hinweise |
| --------------- | -------------- | --- |
| Qilaban         | Uludere        | Aus dem Kurdischen: „Kastellan“ |
| Dersim          | Tunceli        | Im September 2012 wurden gesetzliche Anstrengungen vorgenommen, um den Namen der Provinz Tunceli nach Dersim zurück zu benennen.                                                                                                |
| Şiran           | Şirvan         | Aus dem Kurdische: „Löwen“ |
| Êlih            | Batman         | |
| Karaz           | Kocaköy        | |
| Pîran           | Dicle          | Aus dem Kurdischen: „Großeltern“ |
| Darahênî        | Genç           | Das Dorf Genç war einst ein armenisches Dorf namens Kants, was Schatz auf Armenisch bedeutet. Es war bis 1936 Teil der Provinz Solhan, bis Darahini dorthin umgesiedelt wurde, wo das Dorf letztlich nach Genç umbenannt wurde. |
| Şemrex          | Mazıdağı       | Aus dem Kurdischen: „Weg nach Damaskus (Şam)“ |
| Hênê            | Hani           | Aus dem Kurdischen: „Brunnen“. Auch bekannt als Hêni auf Zazaisch, was ebenfalls „Brunnen“ bedeutet. |

### Aramäische Namen
Die meisten Namensänderungen aramäischer Siedlungen fanden im Südosten der Türkei nahe der syrischen Grenze im Tur Abdin statt. Der Tur Abdin (Syrisch: ܛܘܪ ܥܒܕܝܢܢ) ist eine hügelige Region, die in der heutigen Provinz Mardin liegt. Der aramäische Name „Tur Abdin“ bedeutet so viel wie „Berg der Knechte Gottes“. Für die syrisch-orthodoxen Christen ist der Tur Abdin von großer Bedeutung, da sie für die Aramäer kultureller und religiöser Mittelpunkt zugleich ist. Aramäer nennen sich Suroye/Suryoye und sprechen das aramäische Dialekt des Turoyo.
Die christlich-aramäische Bevölkerung wurde ebenfalls Opfer des armenischen Genozids und wurde entweder nach Syrien deportiert oder massakriert. Derzeit gibt es noch rund 5.000 Aramäer, die in ihrer ursprünglichen Heimat leben.
Der Etymologe und Autor Sevan Nisanyan schätzt, dass 400 aramäischen Ortsnamen verändert wurden.
|                  | \| Aramäischer Name \| Abgeändert zu: \| Hinweise \| \| ---------------- \| -------------- \| ------------------------------------------------------------------------------------------------- \| \| Kafro Tahtayto \| Elbeğendi \| Aus dem Aramäischen: „Unteres/Nieder gelegenes Dorf“[55] \| \| Barsomik \| Tütenocak \| Benannt nach dem nestorianischen Patriarchen Bar Sawma \| \| Merdô \| Mardin \| Aus dem Aramäischen: „Festung/en“[56][57] \| \| Iwardo \| Gülgöze \| Aus dem Aramäischen: „Blumenbrunnen“ \| \| Arbo \| Taşköy \| Aus dem Aramäischen: „Ziege“ \| \| Qartmîn \| Yayvantepe \| Aus dem Aramäischen: „Mittleres Dorf“ \| \| Kfargawzô \| Gercüş \| Aus dem Aramäischen: „Geschütztes Dorf“ \| \| Kefşınne \| Kayalı \| Aus dem Aramäischen: „Friedensstein“ \| \| Beṯ Zabday \| İdil \| Benannt nach Babai dem Großen, der die gleichnamige Kloster- und Schulanlage der Region gründete. \| \| Hısno d' Kefo \| Hasankeyf \| Aus dem Aramäischen: „Steinerne Festung“ \| \| Zaz \| İzbırak \| \| \| Anhıl \| Yemişli \| \| |                                                                                                   |
| Aramäischer Name | Abgeändert zu: | Hinweise                                                                                          |
| Kafro Tahtayto   | Elbeğendi | Aus dem Aramäischen: „Unteres/Nieder gelegenes Dorf“                                              |
| Barsomik         | Tütenocak | Benannt nach dem nestorianischen Patriarchen Bar Sawma                                            |
| Merdô            | Mardin | Aus dem Aramäischen: „Festung/en“                                                                 |
| Iwardo           | Gülgöze | Aus dem Aramäischen: „Blumenbrunnen“                                                              |
| Arbo             | Taşköy | Aus dem Aramäischen: „Ziege“                                                                      |
| Qartmîn          | Yayvantepe | Aus dem Aramäischen: „Mittleres Dorf“                                                             |
| Kfargawzô        | Gercüş | Aus dem Aramäischen: „Geschütztes Dorf“                                                           |
| Kefşınne         | Kayalı | Aus dem Aramäischen: „Friedensstein“                                                              |
| Beṯ Zabday       | İdil | Benannt nach Babai dem Großen, der die gleichnamige Kloster- und Schulanlage der Region gründete. |
| Hısno d' Kefo    | Hasankeyf | Aus dem Aramäischen: „Steinerne Festung“                                                          |
| Zaz              | İzbırak |                                                                                                   |
| Anhıl            | Yemişli |                                                                                                   |